# СОИП — Азијскопацифички извиђачки регион
Азијскопацифички извиђачки регион је један од шест региона Светске организације извиђачког покрета (СОИП). Чине га 23 националне извиђачке организације. По подацима СОИП-а из 2005. године у Азијскопацифичком извиђачком региону има око 16.000.000 извиђача.
Азијскопацифички извиђачки регион обухвата Индијски потконтинент, већину држава југоисточне Азије, Монголију, Јапан, Аустралијски континент и Океанију.

## Државе чланице
У табели испод налази се списак држава које улазе у састав Азијскопацифичког извиђачког региона. У табели се налазе подаци о броју чланова националних организација, години оснивања извиђачких покрета у датим земљама, као и година њиховог учлањења у Светску организацију извиђачког покрета.
| Р. Б. | Земља                   | Број чланова | Година оснивања извиђачког покрета | Година учлањења у СОИП |
| 1     | Аустралија              | 73,995       | 1908                               | 1953                   |
| 2     | Бангладеш               | 896,118      | 1972                               | 1974                   |
| 3     | Бутан                   | 16,736       | 1991                               | 1999                   |
| 4     | Брунеи                  | 1,886        | 1933                               | 1981                   |
| 5     | Индија                  | 2,423,686    | 1909                               | 1938                   |
| 6     | Индонезија              | 8,103,835    | 1912                               | 1953                   |
| 7     | Јапан                   | 195,370      | 1913                               | 1922                   |
| 8     | Јужна Кореја            | 214,363      | 1922                               | 1953                   |
| 9     | Кирибати                | 1,333        | -                                  | 1993                   |
| 10    | Малезија                | 73,494       | 1911                               | 1957                   |
| 11    | Малдиви                 | 4,518        | 1963                               | 1990                   |
| 12    | Монголија               | 8,264        | 1992                               | 1994                   |
| 13    | Непал                   | 15,621       | 1952                               | 1969                   |
| 14    | Нови Зеланд             | 19,751       | 1908                               | 1953                   |
| 15    | Пакистан                | 526,403      | 1947                               | 1948                   |
| 16    | Папуа Нова Гвинеја      | 5,515        | 1926                               | 1976                   |
| 17    | Република Кина (Тајван) | 57,039       | 1912                               | 1937                   |
| 18    | Сингапур                | 9,965        | 1910                               | 1966                   |
| 19    | Тајланд                 | 1,360,869    | 1911                               | 1922                   |
| 20    | Филипини                | 1,872,525    | 1923                               | 1946                   |
| 21    | Фиџи                    | 2,825        | 1914                               | 1971                   |
| 22    | Хонгконг                | 99,591       | 1911                               | 1977                   |
| 23    | Шри Ланка               | 27,164       | 1912                               | 1953                   |

- Нема података